# Reubin Askew

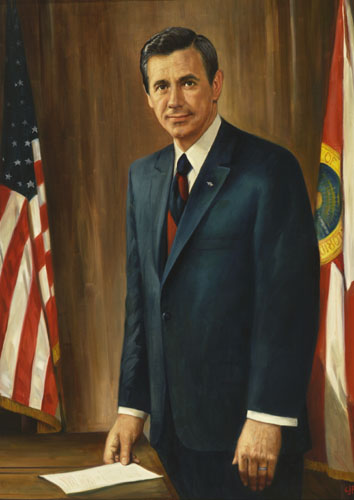
Reubin Askew

Reubin O’Donovan Askew (* 11. September 1928 in Muskogee, Oklahoma; † 13. März 2014 in Tallahassee, Florida) war ein US-amerikanischer Politiker. Er war von 1971 bis 1979 der 37. Gouverneur des Bundesstaates Florida und danach bis 1981 Handelsvertreter der Vereinigten Staaten.

## Frühe Jahre und politischer Aufstieg
Nach Abschluss der Highschool diente Askew zwischen 1946 und 1947 in der US-Armee. Dann besuchte er die University of Florida, ehe er während des Korea-Krieges zwei weitere Jahre in der US-Luftwaffe diente. Im Jahr 1956 machte er dann an der University of Florida sein juristisches Examen. Zwischen 1956 und 1958 war Askew stellvertretender Staatsanwalt im Escambia County und 1958 wurde er in das Repräsentantenhaus von Florida gewählt. Seit 1962 war er im Staatssenat. Für die Gouverneurswahlen des Jahres 1970 wurde er von der Demokratischen Partei als Spitzenkandidat aufgestellt. In den folgenden Wahlen gelang es ihm, den amtierenden Gouverneur Claude Kirk zu schlagen.

## Gouverneur von Florida
Askews Amtszeit begann am 5. Januar 1971 und ging nach seiner erfolgreichen Wiederwahl im Jahr 1974 bis zum 2. Januar 1979. Er war der erste Gouverneur Floridas, der zwei zusammenhängende vierjährige Amtszeiten absolvierte. Dies war aber auch erst seit der Verfassungsänderung von 1968 möglich. In seiner achtjährigen Amtszeit arbeitete der Gouverneur an einer Steuerreform, die unter anderem die Hausbesitzer entlastete. Askew setzte sich für das Ende der Rassentrennung ein und befürwortete die Bürgerrechtsbewegung. Er ernannte den ersten afroamerikanischen Richter am Obersten Gerichtshof des Landes. In seinem Kabinett saß mit Athalie Range die erste schwarze Frau in der Geschichte des Staates. Zusammen mit den Gouverneuren Jimmy Carter in Georgia und später Bill Clinton in Arkansas galt Reubin Askew als einer der wichtigsten Vertreter des Neuen Südens (New South). Im Jahr 1972 war Askew Redner auf der Democratic National Convention in Miami Beach. Damals wurde ihm die Nominierung zum Vizepräsidentschaftskandidaten neben George McGovern angeboten; dieses Angebot lehnte Askew aber ab. Reubin Askew war Mitglied und Vorsitzender verschiedener Gouverneursvereinigungen.

## Weiterer Lebenslauf
Nach Ablauf seiner Amtszeit wurde Askew von Präsident Jimmy Carter zum Handelsvertreter der Vereinigten Staaten (Trade Representative) ernannt. Dieses Amt behielt er bis zum Ende von Carters Amtszeit im Januar 1981. Danach wurde Askew Partner einer Anwaltskanzlei in Miami. Im Jahr 1984 bewarb er sich vergeblich um die Nominierung seiner Partei für die Präsidentschaftswahlen. Im Jahr 1987 kündigte er seine Kandidatur zum Kongress an; diese zog er aber wegen fehlender finanzieller Unterstützung wieder zurück. Zuletzt lebte Reubin Askew im Ruhestand. Er war mit Donna Lou Harper verheiratet, mit der er zwei Kinder hatte.